# Wings HC Arlanda
L'Arlanda HC est un club de hockey sur glace de Märsta en Suède. Il évolue en Division 1, le troisième échelon suédois.

## Historique
Le club est créé en 1963.

## Palmarès
- Aucun titre.

## Ancien joueur
- Tony Mårtensson